# Robert Gellately
Robert Gellately (* 1943 in St. John’s, Dominion Neufundland) ist ein kanadischer Historiker. Seine Forschungsschwerpunkte sind die Holocaustforschung und die  europäische Geschichte im 20. Jahrhundert.
Gellately studierte russische und deutsche Geschichte an der Memorial University of Newfoundland und promovierte 1974 an der London School of Economics and Political Science zum Ph.D. Nach Studien als Post-Doktorand in Deutschland erhielt er Lehraufträge an der Cornell University und am Huron College der University of Western Ontario. Er spricht fließend Deutsch.
Von 1998 bis 2003 war Gellately Inhaber des Strassler-Lehrstuhls für die Geschichte des Holocaust an der Clark University. Seit August 2003 ist er Earl Ray Beck Professor of History an der Florida State University. Dort bietet er unter anderem Lehrveranstaltungen zur vergleichenden Geschichte des Genozids, des rassistischen Denkens in Europa sowie der vergleichenden Untersuchung europäischer Diktaturen, totalitärer Ideologien und des Holocaust an.
In seinem Werk Hingeschaut und weggesehen. Hitler und sein Volk (Original Backing Hitler) vertritt Gellately die These, Hitlers Regime habe nicht in erster Linie auf Einschüchterung durch Terror oder Überwachung durch die Gestapo beruht, sondern seine Grundlage vielmehr in einer breiten Zustimmung der deutschen Bevölkerung gehabt.

## Schriften (Auswahl)
- Die Gestapo und die deutsche Gesellschaft. Die Durchsetzung der Rassenpolitik 1933–1945. Aus dem Englischen von Karl und Heidi Nicolai. 2. Aufl. Schöningh, Paderborn 1994, ISBN 3-506-77487-5.
- Backing Hitler: Consent and Coercion in Nazi Germany. Oxford University Press ISBN 978-0-19-280291-0
  - deutsche Übersetzung: Hingeschaut und weggesehen. Hitler und sein Volk. Aus dem Englischen von Holger Fliessbach. Deutsche Verlags-Anstalt, Stuttgart 2002, ISBN 3-421-05582-3.
- Lenin, Stalin und Hitler. Drei Diktatoren, die Europa in den Abgrund führten. Aus dem Englischen von Heike Schlatterer und Norbert Juraschitz. Lübbe, Bergisch Gladbach 2009, ISBN 978-3-7857-2349-4.